# Hugo VII de Lusinhão
Hugo VII de Lusinhão (1065 - 1151), Senhor de Lusinhão e conde de La Marche (1102-1151), filho de Hugo VI de Lusinhão e de Ildegarda de Thouars.
Foi um dos numerosos cruzados da família e acompanhou Luís VII da França na Segunda Cruzada em 1147.
Casou-se com Sarrasine de Lezay (1067 † 1144) e teve três filhos:
- Hugo VIII de Lusinhão (1106 † 1172)[2]
- Simão de Lusinhão, senhor de Lezay
- Enor, que casou com Godofredo IV, visconde de Thouars.